# Joaquima Pla i Farreras
Joaquima Pla i Farreras (Sant Cugat del Vallès, 16 de desembre de 1889 - 1982) va ser una pedagoga i mecenes catalana.
Va néixer a cal Sist de Sant Cugat del Vallès, a la plaça de Barcelona, en una casa burgesa d'aspecte decimonònic construïda pel seu avi patern, en Tomàs Pla. Tenia dues germanes. El seu pare, Miquel Pla Rovira, havia decidit deixar els estudis per fer de traginer entre Sant Cugat i Barcelona, comprant un burro, malgrat els llops i robatoris. Més endavant, amb la inauguració de la carretera de l'Arrabassada, decidiria vendre vi a Barcelona. La mare, Agnès Farreres Català, va ser de les poques nenes que van anar a l'escola.
Joaquima Pla va estudiar amb les monges franciscanes del carrer de La Torre que després van anar a la plaça d'Octavià, que oferien un ensenyament de més qualitat que el de l'escola pública. En complir els 13 anys, i durant diversos anys, va començar a ajudar el seu pare a repartir vi a la capital. Amb el temps esdevingué experta en fer cupatges personalitzats i calcular proporcions.
Va conèixer Martí Miquel i Julià i es van casar. En aquell moment era un petit pagès amb poques terres, però que acabaria impulsant l'arribada del ferrocarril elèctric a Sant Cugat. Martí morí als 37 anys d'una pneumònia deixant un fill, Esteve, de set anys. Mort el seu marit, Joaquima Pla va marxar a viure a Sabadell perquè el seu fill pogués anar a l'escola dels Maristes. L'escola fou cremada el 1936 amb l'esclat revolucionari i Esteve es posà a treballar en una fàbrica tèxtil.
Per posar remei a la deficient educació de Sant Cugat del Vallès, l'alcalde Josep Barnils i Solà va començar a negociar per adquirir terrenys i fer una segona escola i guarderies infantils. Per arreglar l'entorn del monestir, va demanar a Joaquima Pla que li vengués a un preu per sota de mercat uns terrenys per a traslladar-hi l'escorxador. Finalment el va regalar amb la condició que el trasllat es fes en el termini d'un any o el recuperaria.
Barnils va tornar a dirigir-se a Joaquima Pla per obtenir un terreny per fer-hi una escola, i Pla es va interessar en el projecte i va demanar que més enllà dels terrenys, es millorés la qualitat educativa a través dels mestres i el sistema. Tenia el record del col·legi dels claretians de Sabadell on havien estudiat els seus nets amb el mètode Montessori, al marge de les directrius ministerials. D'aquesta manera va forçar la renovació pedagògica donant el terreny sense compensació.
Pla no volia que l'escola portés el seu nom, però l'alcalde temia que si no era així li hauria de posar un nom franquista. Malgrat això, Barnils va dir a Madrid que Pla havia posat com a condició per fer la donació que l'escola portés el seu nom, evitant d'aquesta manera que li imposessin un altre epònim. Enfadada, no va voler assistir a l'acte d'inauguració ni que hi anés ningú en el seu nom. Tampoc més endavant, ni en el desè aniversari. No obstant això, s'informava de la seva evolució i va morir sense haver-la vist, però satisfeta de saber que la marxa de l'escola era molt positiva. Actualment l'escola és l'Institut públic Joaquima Pla Farreras.